# Sergio Bernal
Sergio Arturo Bernal Hernández (ur. 9 lutego 1970 w mieście Meksyk) – były meksykański piłkarz występujący na pozycji bramkarza, obecnie trener.
Bernal przez całą profesjonalną karierę (22 lata) był związany ze stołecznym klubem UNAM – łącznie rozegrał w jego barwach ponad 500 oficjalnych meczów. Podstawowym golkiperem zespołu został podczas sezonu 1992/93. W latach 1997–1998 był wypożyczony do Correcaminos, natomiast wiosną 2002 do Puebli.
Zanotował także krótki epizod w reprezentacji Meksyku, rozgrywając 3 mecze podczas towarzyskiego turnieju U.S. Cup 2000.

## Kariera klubowa

### Pumas UNAM
Bernal urodził się w mieście Meksyk i jest wychowankiem tamtejszego zespołu UNAM. Do seniorskiego zespołu został włączony przed sezonem 1988/89 przez trenera Mejíę Baróna. W meksykańskiej Primera División zadebiutował 20 maja 1989 w spotkaniu z Leones Negros, przepuszczając jedną bramkę; autorstwa Luisa Plascencii. Przez ten i kolejny sezon nastoletni golkiper pełnił funkcję rezerwowego dla jednego z najlepszych bramkarzy w Meksyku, Adolfo Ríosa. Po jego odejściu do Veracruz Bernal przez dwa sezony był zmiennikiem Jorge Camposa, pojawiając się na boisku głównie wówczas, gdy konkurent występował na pozycji napastnika (Campos na początku kariery grał także w ataku). Podczas rozgrywek 1992/93 22–letni Bernal został podstawowym bramkarzem Pum i mimo zaawansowanego wieku pozostał nim do końca kariery. Pełnił także rolę kapitana zespołu i jest jedną z legend klubu. Bernal wywalczył z UNAM cztery tytuły mistrzowskie (1991, Clausura 2004, Apertura 2004 i Clausura 2009), co jest klubowym rekordem – żaden inny zawodnik nie zdobył więcej mistrzostw grając w Pumas. Karierę piłkarską zakończył w wieku 40 lat po sezonie Apertura 2010.

### Correcaminos UAT
W sezonie 1997/98 Bernal przebywał na wypożyczeniu w drugoligowym zespole Correcaminos UAT z siedzibą w mieście Ciudad Victoria.

### Puebla
Na czas trwania rozgrywek Verano 2002 Bernal został wypożyczony do pierwszoligowej Puebli, rozgrywając w jej barwach 11 spotkań.

## Kariera reprezentacyjna

### Reprezentacje juniorskie
W barwach meksykańskiej kadry U-23 Bernal brał udział w igrzyskach Ameryki Środkowej i Karaibów (1990) oraz igrzyskach panamerykańskich (1991). Nie rozegrał wówczas ani jednego spotkania w ekipie El Tri.

### Dorosła reprezentacja
Bernal, pod kierownictwem trenera Hugo Sáncheza, uczestniczył w towarzyskim turnieju U.S. Cup w 2000 roku. Na tej imprezie rozegrał swoje trzy jedyne mecze w reprezentacji Meksyku: z Irlandią, RPA i Stanami Zjednoczonymi.

## Statystyki kariery

### Klubowe
| Klub                       | Sezon                      | Kraj                       | Rozgrywki                  | Liga  | Liga |
| Klub                       | Sezon                      | Kraj                       | Rozgrywki                  | Mecze | Gole |
| -------------------------- | -------------------------- | -------------------------- | -------------------------- | ----- | ---- |
| UNAM                       | 2010–2011                  | Meksyk                     | Primera División           | 19    | 0    |
| UNAM                       | 2009–2010                  | Meksyk                     | Primera División           | 30    | 0    |
| UNAM                       | 2008–2009                  | Meksyk                     | Primera División           | 31    | 0    |
| UNAM                       | 2007–2008                  | Meksyk                     | Primera División           | 32    | 0    |
| UNAM                       | 2006–2007                  | Meksyk                     | Primera División           | 20    | 0    |
| UNAM                       | 2005–2006                  | Meksyk                     | Primera División           | 32    | 0    |
| UNAM                       | 2004–2005                  | Meksyk                     | Primera División           | 31    | 0    |
| UNAM                       | 2003–2004                  | Meksyk                     | Primera División           | 34    | 0    |
| UNAM                       | 2002–2003                  | Meksyk                     | Primera División           | 20    | 0    |
| Puebla                     | 2001–2002                  | Meksyk                     | Primera División           | 11    | 0    |
| UNAM                       | 2001–2002                  | Meksyk                     | Primera División           | 0     | 0    |
| UNAM                       | 2000–2001                  | Meksyk                     | Primera División           | 34    | 0    |
| UNAM                       | 1999–2000                  | Meksyk                     | Primera División           | 23    | 0    |
| UNAM                       | 1998–1999                  | Meksyk                     | Primera División           | 19    | 0    |
| UAT                        | 1997–1998                  | Meksyk                     | Primera A                  |       |      |
| UNAM                       | 1996–1997                  | Meksyk                     | Primera División           | 8     | 0    |
| UNAM                       | 1995–1996                  | Meksyk                     | Primera División           | 31    | 0    |
| UNAM                       | 1994–1995                  | Meksyk                     | Primera División           | 20    | 0    |
| UNAM                       | 1993–1994                  | Meksyk                     | Primera División           | 16    | 0    |
| UNAM                       | 1992–1993                  | Meksyk                     | Primera División           | 36    | 0    |
| UNAM                       | 1991–1992                  | Meksyk                     | Primera División           | 13    | 0    |
| UNAM                       | 1990–1991                  | Meksyk                     | Primera División           | 12    | 0    |
| UNAM                       | 1989–1990                  | Meksyk                     | Primera División           | 9     | 0    |
| UNAM                       | 1988–1989                  | Meksyk                     | Primera División           | 2     | 0    |
| Łącznie w Primera División | Łącznie w Primera División | Łącznie w Primera División | Łącznie w Primera División | 477   | 0    |
| Łącznie w Primera A        |                            |                            |                            |       |      |

### Reprezentacyjne
| Reprezentacja | Rok     | Mecze | Gole |
| ------------- | ------- | ----- | ---- |
| Meksyk        | 2000    | 3     | 0    |
| Ogólnie       | Ogólnie | 3     | 0    |

## Kariera trenerska
W styczniu 2011 Bernal został asystentem trenera Pumas UNAM, Guillermo Vázqueza.

## Osiągnięcia

### Pumas UNAM
- Zwycięstwo
  - Primera División de México: 1991, Clausura 2004[6], Apertura 2004[7], Clausura 2009[8]
  - Puchar Mistrzów CONCACAF: 1989
  - Campeón de Campeones: 2004
- Drugie miejsce
  - Primera División de México: Apertura 2007[9]
  - Copa Interamericana: 1989
  - Campeón de Campeones: 2005
  - Puchar Mistrzów CONCACAF: 2005
  - Copa Sudamericana: 2005